# Ögn
Ögn è un personaggio della saga norrena di autore anonimo chiamata Hrólfs saga kraka ok kappa hans.
All'inizio della saga vengono narrate le vicende di Hroðgar e Halga (chiamati in essa Hróarr e Helgi), rispettivamente zio e padre del personaggio che dà nome alla saga, Hrólfr Kraki. Hroðgar e Halga erano figli del re danese Halfdan, ucciso dal perfido fratello Fróði; questi usurpò il trono di Danimarca e cominciò a dare la caccia ai nipoti, per evitare che reclamassero il trono. Hroðgar e Halga si rifugiarono su un'isola protetti da un uomo chiamato Vivil, e alla fine riuscirono a uccidere lo zio e a reimpossessarsi del trono di Danimarca.
Questa storia è raccontata, con lievi differenze, anche in molte altre saghe norrene; la versione della Hrólfs saga kraka ok kappa hans della storia discorda dalle altre dopo la riconquista della terra danese da parte dei due fratelli. Contrariamente a tutte le altre saghe e al poema epico anglosassone Beowulf infatti, nella Hrólfs saga kraka ok kappa hans Hroðgar rifiuta il trono di Danimarca e lascia tutto il regno in mano al fratello Halga, che per ringraziarlo gli dona un prezioso anello d'oro. Hroðgar preferisce trasferirsi in Inghilterra, nel regno di Northumberland; qui sposa Ögn, figlia di Norðri, probabilmente inesistente re di Northumberland a cui avrebbe dato il nome (Norðimbraland).
Hroðgar in tutte le altre versioni della leggenda sale al trono di Danimarca (con o senza il fratello Halga). Tra le versioni discordanti con quella della Hrólfs saga kraka ok kappa hans, è interessante quella del Beowulf: qui infatti la moglie di Hroðgar è Wealhþeow, membro della famiglia degli Helming. È stato suggerito che ci sia corrispondenza fra le due donne, e che Ögn dimostri che Wealhþeow e gli Helming fossero anglosassoni; la corrispondenza tra le due mogli di Hroðgar nelle due versioni della leggenda fa supporre anche che Hreðric e Hroðmund (figli di Hroðgar e Wealhþeow) coincidano con Agnar (figlio di Hroðgar e Ögn), colui che ripescò l'anello d'oro dall'acqua dopo che suo cugino Hrókr lo aveva gettato e aveva ucciso Hroðgar.